# Beach of the War Goddess
Beach of the War Goddess (español: La playa de la diosa de la guerra) es el segundo álbum de Caron Wheeler. Fue lanzado en 1993 con cuatro sencillos, uno de los cuales forma parte de la banda sonora de la película Mo' Money (1992).

## Información del álbum
El tono general del esfuerzo de Wheeler se puede descubrir en la fusión del hip hop con la música afro. La canción "Wonder" combina el soul y el jazz, mientras que "Land of Life" se encuentra cargada de R&B y hip hop.

## Lista de canciones
| N.º | Título                                    | Escritor(es)                                                                             | Productor(es)                         | Duración |  |
| 1.  | «Respect to the Motherland»               | Caron Wheeler, Gary Bramble, Brian Bramble, David Moore, Stephan Gaim                    | Caron Wheeler                         | 0:57     |  |
| 2.  | «In Our Love»                             | Wheeler, Phillip M. Whyte                                                                | Heavy Love                            | 4:45     |  |
| 3.  | «I Adore You»                             | Wheeler, James Harris, Terry Lewis, Anthony Smith, A. Wheaton                            | Jimmy Jam & Terry Lewis               | 4:41     |  |
| 4.  | «Wonder»                                  | Wheeler, W. Mowat, Jazzie B                                                              | Wheeler, Jazzie B                     | 4:10     |  |
| 5.  | «Gotta Give It Up»                        | Wheeler, Mikey Bennett, K. Eighteen                                                      | Mikey Bennett                         | 4:12     |  |
| 6.  | «Beach of the War Goddess»                | Wheeler, David Moore, Stephan Gaim, Cinderella, Gary Bramble, Brian Bramble, Mark Batson | Wheeler, Derek Johnson, Twilight Firm | 5:48     |  |
| 7.  | «Soul Street»                             | Wheeler, Mark Batson, S. Batson                                                          | Wheeler                               | 5:22     |  |
| 8.  | «Lite as a Feather»                       | Wheeler, Mark Batson, S. Batson                                                          | Wheeler                               | 5:01     |  |
| 9.  | «Need a Man»                              | Wheeler, S. Law                                                                          | Wheeler, Heavy Love, Jimi Randolph    | 5:16     |  |
| 10. | «Father»                                  | Wheeler, Mark Batson, S. Batson                                                          | Wheeler                               | 5:53     |  |
| 11. | «Naughty Eyes»                            | Wheeler, 18K, Mikey Bennett                                                              | Mikey Bennett                         | 4:28     |  |
| 12. | «Wind Cries Mary» (cover de Jimi Hendrix) | Jimi Hendrix                                                                             | Derek Johnson                         | 5:08     |  |
| 13. | «Do You Care?»                            | Wheeler, Keith Crouch                                                                    | Wheeler, Keith Crouch                 | 5:25     |  |
| 14. | «Land of Life»                            | Wheeler, Derek Johnson                                                                   | Derek Johnson                         | 7:16     |  |

## Personal
- Álex Acuña - Percusión, berimbau
- Anthony Anderson - Bajo
- Brian Bramble - Teclado
- Gary Bramble - Teclado, bajo, sampler de batería
- Leslie Brown - Cuerda frotada
- Will Calhoun - Batería
- Keith Crouch - Varios instrumentos, batería
- Rollice Dale - Viola
- Bruce Dukov - Cuerda frotada
- Stephen Gaim 	- Bajo, teclado, sampler de batería
- Harris Goldman - Cuerda frotada
- Alan Grunfeld - Cuerda frotada
- Heavy Love - Percusión
- Jimi Hendrix 	- Guitarra, voz
- Jazzie B. - Coro
- Tundes Jegedee - Kora
- Meshell Johnson - Bajo eléctrico
- Pat Johnson - Cuerda frotada
- Kundalini - Órgano, piano, teclado, órgano Hammond
- Kwabene - Coro
- Gayle Levant - Arpa
- Linda Lipsett - Viola
- Joy Lyle - Cuerda frotada
- David Maskrey - Guitarra
- Constance Meyer - Cuerda frotada
- David Moore - Teclado
- Will Mowat - Teclado
- Robin Olson - Cuerda frotada
- Pinky - Teclado
- Chris Reutinger - Cuerda frotada
- Leroy Barbie Romans - Teclado
- Muzz Skillings - Bajo sin trastes
- Michael "Drummie" Spence - Batería
- Michael Spence - Caja orquestal
- Handel Tucker - Teclado
- Ade Wallace - Batería
- Jerome Webster - Cuerda frotada
- Caron Wheeler - Voz, coro, canto
- Courtland White - Guitarra, guitarra barítona (tiene 6 cuerdas, pero un tiro más largo)
- Ken Yerke - Cuerda frotada

## Producción
- Meshell Johnson - Arreglos de teclado
- Jerry Peters - Arreglos de cuerda frotada
- Brian Bramble - Compositor
- Keith Crouch - Compositor, productor discográfico
- Jazzie B. - Compositor, productor discográfico
- Terry Lewis - Compositor, productor discográfico
- David Moore - Compositor, productor discográfico
- Stephen Gaim - Compositor, programación, muestreo, programación de batería
- Caron Wheeler - Compositora, productora discográfica, productora ejecutiva, arreglos vocales, arreglos de guitarra
- Luke Baldry - Concepto
- Du Kane - Concepto
- Charles Veal - Conductor de cuerda frotada
- Joe Nicolo - Edición, remezcla
- Arabela Emmanuelle - Ingeniera
- Arabella Rodríguez - Ingeniera, mezcla
- Benny King - Ingeniero
- Jon "JD" Dickson - Ingeniero
- Eugene Eugenius Ellis - Ingeniero
- Paul Hussey - Ingeniero
- Jimmy Jam - Ingeniero
- Steve Hodge - Ingeniero, mezclador
- Jimi Randolph - Ingeniero, muestreo
- Ed Chermonc - Ingeniero asistente
- Ian Clarke - Ingeniero asistente
- Wade Norton - Ingeniero asistente
- Rail Jon Rogut - Ingeniero asistente
- Daryll Dobson - Mezclador
- Twilight Firm - Productor discográfico
- Konda Mason - Productor discográfico, productor ejecutivo
- Michael Bennett - Productor discográfico, arreglos vocales, arreglos rítmicos
- Get Set V.O.P. - Productor discográfico, arreglos rítmicos
- Heavy Love - Productor discográfico, programación, secuencia, arreglos vocales, arreglos de horn, arreglos rítmicos
- Derek "Castro" Johnson - Programación
- Brian Bramble - Programación, programación de batería
- Gary Bramble - Programación, programación de batería
- Will Mowat -	Programación, programación de batería
- Kundalini - Programación, secuencia, arreglos vocales, programación de batería
- David Moore - Programación de batería

## Listas musicales

### Álbum
| Año  | Lista musical                | Posición más alta | Período   |
| ---- | ---------------------------- | ----------------- | --------- |
| 1990 | Billboard R&B/Hip-Hop Albums | 81                | 5 semanas |

### Sencillos
| Año  | Sencillo                   | Reino Unido | EE.UU | EE.UU R&B |
| ---- | -------------------------- | ----------- | ----- | --------- |
| 1992 | "I Adore You"              | 59          | 99    | 12        |
| 1993 | "Beach of the War Goddess" | 75          | -     | -         |
| 1993 | "In Our Love"              | -           | -     | 61        |
| 1993 | "Soul Street"              | -           | -     | -         |